# Nicolò Acciaioli
Nicolò Acciaioli (né le 6 juillet 1630 à Florence, dans le Grand-duché de Toscane et mort le 23 février 1719  à Rome) est un cardinal italien de la fin du XVIIe siècle et du début du XVIIIe siècle. Il est l'oncle du cardinal Filippo Acciaioli (1759). Un autre cardinal de la famille est Angelo Acciaioli (1384).

## Biographie
Nicolò Acciaioli est clerc et auditeur général à la chambre apostolique.
Le pape Clément IX le crée cardinal lors du consistoire du 29 novembre 1669. Il est légat à Ferrare et secrétaire de la « Congrégation de l'Inquisition ». Acciaoli est aussi sous-doyen et doyen du collège des cardinaux (à partir de 1715).
Le cardinal Acciaioli participe au conclave de 1669-1670 (élection de Clément X), au conclave de 1676 (élection d'Innocent XI), au conclave de 1689 (élection de Alexandre VIII), au conclave de 1691 (élection d'Innocent XII) et à celui de 1700 (élection de Clément XI).